# Panicum mapalense
Panicum mapalense är en gräsart som beskrevs av Pilg.. Panicum mapalense ingår i släktet vipphirser, och familjen gräs. Inga underarter finns listade i Catalogue of Life.